# Yokohama Flügels 1992
Questa voce raccoglie le informazioni riguardanti lo Yokohama Flügels nelle competizioni ufficiali della stagione 1992.

## Stagione
Rifondato con il nome di Yokohama Flügels, nella sua stagione di esordio nel calcio professionistico il club si piazzò all'ultimo posto del girone preliminare della Coppa Yamazaki Nabisco e uscì dopo due turni dalla Coppa dell'Imperatore, eliminato dai rivali cittadini dello Yokohama Marinos.

## Rosa
| N. |                     | Ruolo | Calciatore         |
| -- | ------------------- | ----- | ------------------ |
| -  | Giappone (bandiera) | P     | Ryūji Ishizue      |
| -  | Giappone (bandiera) | P     | Masahiko Nakagawa  |
| -  | Giappone (bandiera) | P     | Hiroshi Sato       |
| -  | Giappone (bandiera) | P     | Atsuhiko Mori      |
| -  | Giappone (bandiera) | D     | Naoto Hori         |
| -  | Giappone (bandiera) | D     | Yoshinori Taguchi  |
| -  | Giappone (bandiera) | D     | Atsuhiro Iwai      |
| -  | Giappone (bandiera) | D     | Tadaaki Kawahara   |
| -  | Giappone (bandiera) | D     | Naoto Ōtake        |
| -  | Giappone (bandiera) | D     | Ippei Watanabe     |
| -  | Giappone (bandiera) | D     | Norihiro Satsukawa |
| -  | Giappone (bandiera) | D     | Ichizō Nakata      |
| -  | Giappone (bandiera) | D     | Yoshizumi Keita    |
| -  | Giappone (bandiera) | D     | Masaaki Takada     |
| -  | Slovenia (bandiera) | C     | Alfred Jermaniš    |
| -  | Giappone (bandiera) | C     | Shunichi Ikenoue   |
| -  | Giappone (bandiera) | C     | Motohiro Yamaguchi |
| -  | Giappone (bandiera) | C     | Masakiyo Maezono   |

| N. |                        | Ruolo | Calciatore         |
| -- | ---------------------- | ----- | ------------------ |
| -  | Giappone (bandiera)    | C     | Akihiko Ichikawa   |
| -  | Giappone (bandiera)    | C     | Manabu Umezawa     |
| -  | Giappone (bandiera)    | C     | Yoshiyuki Sakamoto |
| -  | Giappone (bandiera)    | C     | Jun Naitō          |
| -  | Giappone (bandiera)    | C     | Hideki Katsura     |
| -  | Giappone (bandiera)    | C     | Shūta Sonoda       |
| -  | Giappone (bandiera)    | C     | Musashi Mizushima  |
| -  | Giappone (bandiera)    | C     | Yasuharu Sorimachi |
| -  | Giappone (bandiera)    | C     | Shinji Kobayashi   |
| -  | El Salvador (bandiera) | A     | Jaime Rodríguez    |
| -  | Giappone (bandiera)    | A     | Takashi Uemura     |
| -  | Giappone (bandiera)    | A     | Tomohiro Irie      |
| -  | Giappone (bandiera)    | A     | Hideki Yoshioka    |
| -  | Giappone (bandiera)    | A     | Ryō Adachi         |
| -  | Giappone (bandiera)    | A     | Takashi Kawamura   |
| -  | Slovenia (bandiera)    | A     | Primož Gliha       |
| -  | Giappone (bandiera)    | A     | Osamu Maeda        |
| -  | Giappone (bandiera)    | A     | Hitoshi Tomishima  |

## Statistiche

### Statistiche di squadra
| Competizione           | Punti | Totale | Totale | Totale | Totale | Totale | Totale | DR  |
| Competizione           | Punti | G      | V      | N      | P      | Gf     | Gs     | DR  |
| ---------------------- | ----- | ------ | ------ | ------ | ------ | ------ | ------ | --- |
| Coppa Yamazaki Nabisco | -     | 3      | 3      | 0      | 0      | 6      | 1      | +5  |
| Coppa dell'Imperatore  | -     | 10     | 2      | 0      | 7      | 10     | 22     | -12 |
| Totale                 |       | 23     | 5      | 0      | 7      | 16     | 23     | -7  |

### Statistiche dei giocatori
| Giocatore    | Coppa di Lega | Coppa di Lega |
| Giocatore    | Presenze      | Reti          |
| ------------ | ------------- | ------------- |
| P. Gilha     | 2             | 1             |
| N. Hori      | 5             | -             |
| S. Ikenoue   | 9             | 2             |
| R. Ishizue   | 5             | -             |
| A. Iwai      | 9             | -             |
| A. Jermaniš  | 8             | 1             |
| O. Maeda     | 9             | 3             |
| M. Mizushima | 1             | -             |
| J. Naito     | 8             | -             |
| M. Nakagawa  | 4             | -             |
| N. Otake     | 8             | 1             |
| J. Rodríguez | 4             | -             |
| N. Satsukawa | 1             | -             |
| Y. Sorimachi | 5             | -             |
| M. Takada    | 9             | -             |
| H. Tomishima | 9             | 2             |
| T. Uemura    | 6             | -             |
| M. Umezawa   | 7             | -             |
| M. Yamaguchi | 6             | -             |